# Deckhaar
Deck- oder Fellhaare (Capilli) sind eine Haarart bei Säugetieren. Sie sind kräftig, bilden den Hauptteil des Fells und bestimmen auch die Fellfarbe. Jedes Fellhaar wird als Primärhaar von einer Gruppe dicht aneinander stehender Wollhaare umgeben (Sekundärhaare). Chemisch betrachtet bestehen Fellhaare vor allem aus Keratin.
Die Deckhaare werden in zwei Typen unterteilt:
- Leithaare sind große, kräftige und längere Haare, die von mehreren Nebenhaaren umgeben werden.
- Grannenhaare weisen an ihrem Ende eine kolbenartige Verdickung ähnlich einer Granne auf.

In der Kürschnerei ist eine dichte, gleichmäßige Verteilung der Grannenhaare bei Rohfellen („Vollgrannigkeit“) ein Qualitätsmerkmal.